# Theodor von Guérard

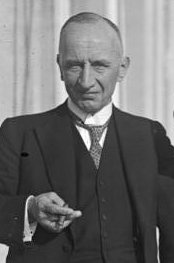
Karl Theodor von Guérard (1928)

Karl Theodor von Guérard (* 29. Dezember 1863 in Koblenz; † 21. Juli 1943 in Ahaus) war ein deutscher Jurist und Politiker (Zentrum).

## Leben und Beruf
Guérard war Sohn des Obergerichtsprokurators Bernhard von Guérard (1825–1882) und dessen Ehefrau Eleonore, geborene Kehrmann (1829–1905). Nach dem Abitur am Gymnasium in Düsseldorf nahm er ein Studium der Rechts- und Staatswissenschaften an den Universitäten in Freiburg im Breisgau, Bonn und Berlin auf, das er 1885 mit dem ersten juristischen Staatsexamen beendete. Er trat 1886 als Gerichtsreferendar in den preußischen Justizdienst ein und wechselte zwei Jahre später als Regierungsreferendar in Verwaltungsdienst. Nach dem zweiten juristischen Staatsexamen 1891 wurde er Regierungsassessor. Von 1905 bis 1928 war er als Beamter beim Oberpräsidium der Rheinprovinz in Koblenz tätig, zuletzt als Geheimer Oberregierungsrat.

## Abgeordneter
Guérard wurde bei der Reichstagswahl im Juni 1920 in den Deutschen Reichstag gewählt, dem er bis September 1930 angehörte. Im Parlament vertrat er den Wahlkreis Koblenz-Trier. Er sprach sich 1924 für eine Regierungskoalition mit der DNVP aus, befürwortete nach 1926 aber wieder eine Neuauflage der Weimarer Koalition. Außerdem war er seit 1926 Vizepräsident der Zentrums-Fraktion im Reichstag.

## Öffentliche Ämter
Guérard war von 1898 bis 1905 Landrat des Kreises Montjoie. Er wurde am 28. Juni 1928 als Reichsverkehrsminister in die von Reichskanzler Hermann Müller geführte Regierung berufen und übernahm gleichzeitig die kommissarische Leitung des Reichsministeriums für die besetzten Gebiete. Nachdem die Forderung der Zentrumspartei nach drei Ministerien im Reichstag am Einspruch der DVP gescheitert war, schied er am 6. Februar 1929 zunächst aus der Reichsregierung aus, amtierte dann aber ab dem 13. April 1929 als Reichsjustizminister. Seit dem 31. März 1930 war Guérard in der von Reichskanzler Heinrich Brüning geleiteten Regierung erneut Reichsverkehrsminister. Auf Wunsch Paul von Hindenburgs legte er am 9. Oktober 1931 sein Amt nieder.

## Familie
Guérard hatte 1891 Hedwig Mooren (* 1871), Tochter von Albert Mooren, geheiratet. Deren Tochter Annemarie vermählte sich 1921 mit dem Fabrikanten Paul Oldenkott. Guérards Schwester Kunigunde (1865–1929) war die Mutter des späteren Arnsberger Regierungspräsidenten Max von Stockhausen.